# 長良川うかいミュージアム
長良川うかいミュージアム（ながらがわうかいミュージアム）は、岐阜県岐阜市にある長良川鵜飼を主題とする博物館。
正式名称は岐阜市長良川鵜飼伝承館（ぎふしながらがわうかいでんしょうかん）。

## 歴史

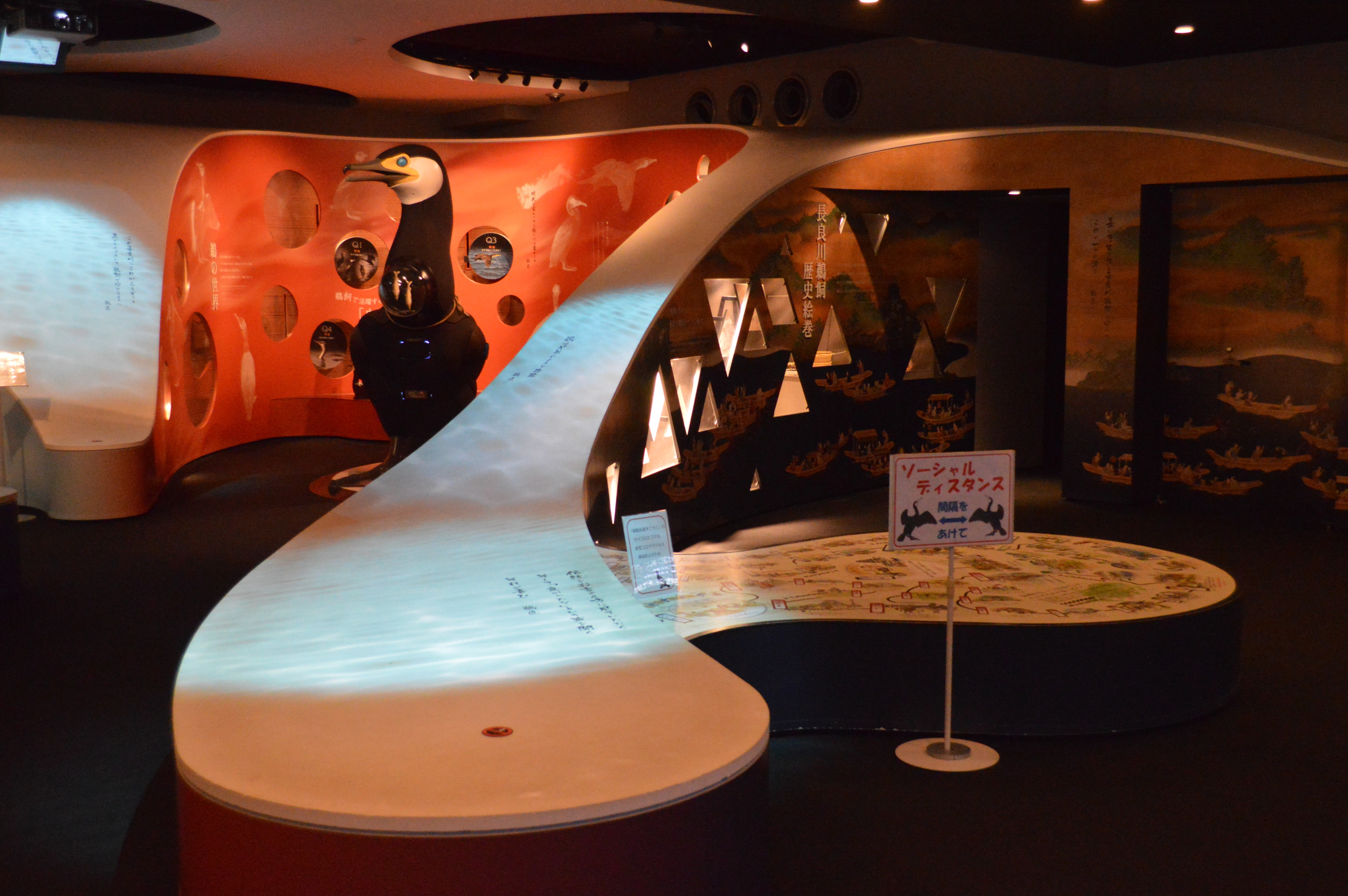
展示

2000年（平成12年）に長良川温泉の長良川ホテル本館が閉鎖され、2002年（平成14年）に跡地の一部が岐阜市に返還された。
岐阜市は長良川鵜飼の文化の伝承と観光の振興に寄与することを目的としたミュージアムを建設することを決め、2011年（平成23年）1月より建物の工事を開始し、2012年（平成24年）8月1日に開館した。長良川の北岸、長良橋の北東に位置する。
岐阜市役所本庁舎前には1966年（昭和41年）2月の開庁時から大須賀力が製作した鵜の銅像があったが、新庁舎に建設にともなって長良川うかいミュージアムに移設され、2022年（令和4年）8月3日に除幕式が行われた。

## 利用案内
休館日
10月16日〜4月30日：毎週火曜日（祝日の場合は翌日）、年末年始（12月29日〜1月3日）
5月1日〜10月15日：無休
開館時間
10月16日〜4月30日：午前9時〜午後5時
5月1日〜10月15日：午前9時〜午後7時
観覧料
大人（15歳以上）：500円
小人（4歳以上15歳未満）：250円
乳幼児（4歳未満）：無料
交通アクセス
バス：JR岐阜駅または名鉄岐阜駅から岐阜バスに乗車、「鵜飼屋」まで約15分、下車後、徒歩6分。
駐車場：有料（一般：67台、バス：6台、身障者用：2台）

## 周辺施設
- 長良川プロムナード
- 鵜飼資料園